# Kanton Saint-Paterne
Kanton Saint-Paterne (fr. Canton de Saint-Paterne) je francouzský kanton v departementu Sarthe v regionu Pays de la Loire. Tvoří ho 17 obcí.

## Obce kantonu
- Ancinnes
- Arçonnay
- Bérus
- Béthon
- Bourg-le-Roi
- Champfleur
- Chérisay
- Fyé
- Gesnes-le-Gandelin
- Grandchamp
- Le Chevain
- Livet-en-Saosnois
- Moulins-le-Carbonnel
- Oisseau-le-Petit
- Rouessé-Fontaine
- Saint-Paterne
- Thoiré-sous-Contensor